# Sândominic
Sândominic é uma comuna romena localizada no distrito de Harghita, na região histórica da Transilvânia. A comuna possui uma área de 158.65 km² e sua população era de 6478 habitantes segundo o censo de 2007.